# Teoría de números algebraicos
La teoría de números algebraicos o teoría algebraica de números es una rama de la teoría de los números en la cual el concepto de número se expande a los números algebraicos, los cuales son las raíces de los polinomios con coeficientes racionales.
Un campo de números algebraico es una extensión finita (algebraica) del campo de los números racionales. El anillo de enteros de un campo de números algebraico es el conjunto de los enteros en dicho campo, es decir, el subconjunto del campo que consta de los elementos que son raíces de polinomios con coeficientes enteros.
Se puede ver, y tratar, a un campo de números algebraico como un análogo de los racionales, y a su anillo de enteros como un análogo de los enteros. Ahora bien, la analogía no es perfecta: algunas de las propiedades familiares de los racionales y los enteros no se conservan, por ejemplo, la factorización única. (La teoría de ideales suple en parte la falta de factorización única.)
Los campos de números algebraicos, así como los campos de funciones, son llamados campos globales. Gran parte de la teoría se puede desarrollar de manera paralela para ambos tipos de objetos. La localización consiste en el pasaje de un campo global a un campo local: en el caso de los campos de funciones, este procedimiento consiste simplemente en dirigir la mirada a un punto en particular de la superficie o variedad estudiada, y concentrarse en cómo las funciones se comportan en su vecindad inmediata.

## Historia de la teoría de números algebraicos

### Diofanto
Los comienzos de la teoría de números algebraicos se remontan a las ecuaciones de Diofanto, llamado así por el matemático Alejandrian del siglo III, Diofanto, que estudió y desarrolló métodos para la solución de algunos tipos de ecuaciones diofánticas. Un problema diofántico típico es encontrar dos números enteros x e y tales que su suma y la suma de sus cuadrados sean iguales a dos números dados A y B, respectivamente:
{\displaystyle A=x+y\ }
{\displaystyle B=x^{2}+y^{2}.\ }
Las ecuaciones diofantinas han sido estudiadas por miles de años.  Por ejemplo, las soluciones de la ecuación cuadrática diofantina  x2 + y2 = z2 son expresadas por las ternas pitagóricas, originalmente resueltos por lo babilonios (c. 1800 AC). Las soluciones para las ecuaciones diofantinas lineales, tales como 26x + 65y = 13, se pueden calcular utilizando el algoritmo de Euclides (siglo V AC).
La principal obra de Diofanto fue la Arithmetica, de la cual ha sobrevivido solo una parte.

### Fermat
El último teorema de Fermat fue primero conjeturado por Pierre de Fermat en 1637, famoso en el margen de una copia de "Arithmetica" donde afirmó que tenía una prueba que era demasiado grande para encajar en el margen. No se publicó ninguna prueba con éxito hasta 1995, a pesar de los esfuerzos de innumerables matemáticos durante los 358 años transcurridos. El problema no resuelto estimuló el desarrollo de la teoría algebraica de los números en el siglo XIX y la demostración del teorema de la modularidad en el siglo XX.

### Gauss
Una de las obras fundadoras de la teoría algebraica de los números, las Disquisitiones Arithmeticae (Latín: Investigaciones Aritméticas) es un libro de texto de teoría de números escrito en latín por Carl Friedrich Gauss en 1798 cuando Gauss tenía 21 años y publicado por primera vez en 1801 cuando tenía 24 años. En este libro, Gauss reúne los resultados de la teoría de los números obtenidos por matemáticos como Fermat, Euler, Lagrange y Legendre y añade nuevos e importantes resultados propios. Antes de la publicación de las Disquisitiones, la teoría de los números consistía en una colección de teoremas y conjeturas aisladas. Gauss reunió el trabajo de sus predecesores junto con su propio trabajo original en un marco sistemático, rellenó lagunas, corrigió pruebas poco sólidas y amplió el tema de numerosas maneras.
Las Disquisitiones fueron el punto de partida para el trabajo de otros matemáticos europeos del siglo XIX, como Ernst Kummer, Peter Gustav Lejeune Dirichlet y Richard Dedekind. Muchas de las anotaciones de Gauss son, en efecto, anuncios de sus propias investigaciones, algunas de las cuales quedaron inéditas. A sus contemporáneos debieron parecerles especialmente crípticas; ahora podemos leerlas como si contuvieran los gérmenes de las teorías de las funciones L y de la multiplicación compleja, en particular.

### Dirichlet
En un par de artículos en 1838 y 1839 Peter Gustav Lejeune Dirichlet probó la primera fórmula de número de clase, para forma cuadráticas (más tarde refinada por su alumno Leopold Kronecker). La fórmula, que Jacobi calificó como un resultado que "toca lo máximo de la perspicacia humana", abrió el camino para obtener resultados similares con respecto a number fields más generales. Basado en su investigación de la estructura del grupo de unidades de campo cuadráticos, demostró el teorema de las unidades de Dirichlet, un resultado fundamental en la teoría algebraica de números.
Primero usó el principio del casillero, un argumento básico de conteo, en la prueba de un teorema en la aproximación diofántica, más tarde llamado así por él teorema de aproximación de Dirichlet. Publicó importantes contribuciones al último teorema de Fermat, para el que demostró los casos n = 5 y n = 14, y a la ley de reciprocidad bicuadrática. El problema del divisor de Dirichlet, para el cual encontró los primeros resultados, sigue siendo un problema sin resolver en la teoría de números a pesar de las contribuciones posteriores de otros investigadores.

## Nociones básicas

### Falta de factorización única
Una propiedad importante del anillo de enteros es que satisface el teorema fundamental de la aritmética, que cada entero (positivo) tiene una factorización en un producto de números primos, y esta factorización es única hasta el orden de los factores. Esto puede no ser cierto en el anillo de enteros O de un campo numérico algebraico K.
Un elemento primo es un elemento p de O tal que si p divide un producto ab, entonces divide uno de los factores a o b. Esta propiedad está estrechamente relacionada con la primalidad en los números enteros, porque cualquier número entero positivo que satisfaga esta propiedad es 1 o un número primo. Sin embargo, es estrictamente más débil.  Por ejemplo, -2 no es un número primo porque es negativo, pero es un elemento primo. Si se permiten factorizaciones en elementos primos, entonces, incluso en los números enteros, hay factorizaciones alternativas como
{\displaystyle 6=2\cdot 3=(-2)\cdot (-3).}
En general, si u es una unidad, es decir, un número con un inverso multiplicativo en O, y si p es un elemento primo, entonces up es también un elemento primo. Se dice que los números como p y up son asociados. En los números enteros, los primos p y −p son asociados, pero sólo uno de ellos es positivo. Al exigir que los números primos sean positivos se selecciona un único elemento de entre un conjunto de elementos primos asociados. Sin embargo, cuando K no son los números racionales, no hay un análogo de la positividad. Por ejemplo, en los enteros gaussianos 'Z[i], los números 1 + 2i y −2 + i están asociados porque el segundo es el producto del primero por i, pero no hay forma de señalar uno como más canónico que el otro. Esto lleva a ecuaciones como
{\displaystyle 5=(1+2i)(1-2i)=(2+i)(2-i),}
que demuestran que en Z[i, no es cierto que las factorizaciones sean únicas hasta el orden de los factores. Por esta razón, se adopta la definición de factorización única utilizada en dominio de factorización únicas (UFDs). En un UFD, los elementos primos que aparecen en una factorización sólo se espera que sean únicos hasta las unidades y su orden.
Sin embargo, incluso con esta definición más débil, muchos anillos de enteros en campos numéricos algebraicos no admiten una factorización única. Existe un obstáculo algebraico llamado grupo de clases ideales. Cuando el grupo de clases ideales es trivial, el anillo es un UFD. Cuando no lo es, hay una distinción entre un elemento primo y un elemento irreducible. Un elemento irreducible x es un elemento tal que si x = yz, entonces, yz es una unidad. Estos son los elementos que no se pueden factorizar más. Cada elemento de O admite una factorización en elementos irreducibles, pero puede admitir más de una. Esto se debe a que, mientras que todos los elementos primos son irreducibles, algunos elementos irreducibles pueden no ser primos. Por ejemplo, consideremos el anillo Z[√-5. En este anillo, los números 3, 2 + √-5 y 2 - √-5 son irreducibles. Ello significa que el número 9 tiene dos factorizaciones en elementos irreductibles,
{\displaystyle 9=3^{2}=(2+{\sqrt {-5}})(2-{\sqrt {-5}}).}
Esta ecuación muestra que 3 divide el producto (2 + √-5)(2 - √-5) = 9. Si 3 fuera un elemento primo, entonces dividiría 2 + √-5 o 2 - √-5, pero no lo hace, porque todos los elementos divisibles por 3 son de la forma 3a + 3b√-5.  De manera similar, 2 + √-5 y 2 - √-5 dividen el producto 32, pero ninguno de estos elementos divide a 3, por lo que ninguno de ellos es primo. As there is no sense in which the elements 3, 2 + √-5 y 2 - √-5 can be made equivalent, unique factorization fails in Z[√-5]. Unlike the situation with units, where uniqueness could be repaired by weakening the definition, overcoming this failure requires a new perspective.

### Factorización en ideales primos
Si I es un ideal en O, entonces siempre hay una factorización
{\displaystyle I={\mathfrak {p}}_{1}^{e_{1}}\cdots {\mathfrak {p}}_{t}^{e_{t}},}
donde cada {\displaystyle {\mathfrak {p}}_{i}} es un ideal primo, y donde esta expresión es única hasta el orden de los factores. En particular, esto es cierto si I es el ideal principal generado por un solo elemento. Este es el sentido más fuerte en el que el anillo de enteros de un campo numérico general admite una factorización única. En el lenguaje de la teoría de los anillos, se dice que los anillos de enteros son dominios Dedekind.
Cuando O es un UFD, cada ideal primo está generado por un elemento primo. En caso contrario, hay ideales primos que no son generados por elementos primos. En Z[√{Overline, por ejemplo, el ideal (2, 1 + √-5 es un ideal primo que no puede ser generado por un solo elemento.
Históricamente, la idea de factorizar ideales en ideales primos fue precedida por la introducción de Ernst Kummer de los números ideales. Estos son números que se encuentran en un campo de extensión E de K. Este campo de extensión se conoce ahora como el campo de clase de Hilbert. Por el teorema del ideal principal, todo ideal primo de O genera un ideal principal del anillo de enteros de E. Un generador de este ideal principal se llama número ideal. Kummer los utilizó como sustituto del fracaso de la factorización única en campo ciclotómico. Esto llevó finalmente a Richard Dedekind a introducir un precursor de los ideales y a demostrar la factorización única de los ideales.
Un ideal que es primo en el anillo de enteros de un campo numérico puede dejar de serlo cuando se extiende a un campo numérico mayor. Consideremos, por ejemplo, los números primos. Los ideales correspondientes p Z son ideales primos del anillo Z. Sin embargo, cuando este ideal se extiende a los enteros de Gauss para obtener p Z[i]}, puede o no ser primo. Por ejemplo, la factorización 2 = (1 + i)(1 − i) implica que
{\displaystyle 2\mathbf {Z} [i]=(1+i)\mathbf {Z} [i]\cdot (1-i)\mathbf {Z} [i]=((1+i)\mathbf {Z} [i])^{2};}
Nótese que como 1 + i = (1 − i) ⋅ i, los ideales generados por 1 + i y 1 − i son los mismos. Una respuesta completa a la pregunta de qué ideales siguen siendo primos en los enteros gaussianos la proporciona el Teorema de Fermat sobre sumas de dos cuadrados.  Implica que para un número primo impar p, p Z[i] es un ideal primo si p ≡ 3 (mod 4) y no es un ideal primo si p ≡ 1 (mod 4). Esto, junto con la observación de que el ideal (1 + i)Z[i] es primo, proporciona una descripción completa de los ideales primos en los enteros de Gauss. Generalizar este sencillo resultado a anillos de enteros más generales es un problema básico en la teoría algebraica de los números. La teoría de campos de clases logra este objetivo cuando K es una extensión abeliana de Q (es decir, una extensión de Galois con abeliano grupo de Galois).

### Grupo de clase ideal
La factorización única falla si y sólo si hay ideales primos que fallan en ser principales. El objeto que mide el fracaso de los ideales primos en ser principales se llama grupo de clase ideal. Definir el grupo de clases ideales requiere ampliar el conjunto de ideales de un anillo de enteros algebraicos de forma que admitan una estructura de grupo. Ello se realiza mediante la generalización de ideales a ideales fraccionarios. Un ideal fraccionario es un subgrupo aditivo J de K que está cerrado por multiplicación de elementos de O, lo que significa que xJ ⊆ J if x ∈ O. Todos los ideales de O también son ideales fraccionales. Si I y J son ideales fraccionarios, entonces el conjunto IJ de todos los productos de un elemento en I y un elemento en J también es un fraccional ideal. Esta operación hace al conjuntode los fraccionales ideales no nulos un grupo. La identidad del grupo es el ideal (1) = O, y la inversa de J es un  (generalized) ideal quotient:
{\displaystyle J^{-1}=(O:J)=\{x\in K:xJ\subseteq O\}.}
Los ideales fraccionarios principales, es decir, los de la forma Ox donde x ∈ K×, forman un subgrupo del grupo de todos los ideales fraccionarios distintos de cero. El cociente del grupo de ideales fraccionarios distintos de cero por este subgrupo es el grupo de clase ideal. Dos ideales fraccionarios I y J representan el mismo elemento del grupo de clase ideal si y solo si existe un elemento x  ∈ K tal que xI = J. Por lo tanto, el grupo de clase ideal hace que dos ideales fraccionarios sean equivalentes si uno está tan cerca de ser principal como el otro. El grupo de clase ideal generalmente se denota Cl K, Cl O, o Pic O (con el último notación que lo identifica con el grupo de Picard en geometría algebraica).
El número de elementos en el grupo de clase se denomina número de clase de K. El número de clase de Q(√-5) es 2. Esto significa que solo hay dos clases ideales, la clase de ideales fraccionarios principales y la clase de un ideal fraccionario no principal como (2, 1 + √-5).
El grupo de clase ideal tiene otra descripción en términos de divisores. Estos son objetos formales que representan posibles factorizaciones de números. El grupo divisor Div K se define como el grupo abeliano libre generado por los ideales primos de O. Existe un homomorfismo de grupo de K×, los elementos no nulos de K hasta la multiplicación, a División K. Supongamos que x ∈ K satisface
{\displaystyle (x)={\mathfrak {p}}_{1}^{e_{1}}\cdots {\mathfrak {p}}_{t}^{e_{t}}.}
Entonces div x se define como el divisor
{\displaystyle \operatorname {div} x=\sum _{i=1}^{t}e_{i}[{\mathfrak {p}}_{i}].}
El núcleo de div es el grupo de unidades en O, mientras que el cokernel es el grupo de clases ideales. En el lenguaje del álgebra homológica, esto dice que hay una secuencia exacta de grupos abelianos (escrita multiplicativamente),
{\displaystyle 1\to O^{\times }\to K^{\times }{\xrightarrow {\text{div}}}\operatorname {Div} K\to \operatorname {Cl} K\to 1.}